# Вежі зцілення
Вежі зцілення (яп. 治療塔) — науково-фантастичний роман Кендзабуро Ое, в якому письменником розглядаються можливі наслідки атомної катастрофи в її планетарному масштабі. Глави твори по мірі їх написання публікувалися з липня 1989 року по березень 1990 року в літературному журналі «Герумесу», а потім роман був виданий окремою книгою видавництвом «Іванамі Сьотен». Роман перекладений на німецькою та іспанською мовами. У 1991 році Ое написав продовження роману, якому дав назву «Планета веж зцілення».

## Сюжет
Події відбуваються на початку XXI століття, коли після застосування ядерної зброї під час фактично передбаченої Ое війни в Перській затоці, життя на Землі стало неможливим, в результаті чого розпочалося контрольоване урядовою організацією «Star Ship» масове переселення людей на нову планету. Проте частина населення залишається жити на ураженій радіацією Землі. Після десяти років наукових досліджень «нової Землі» розпочинається зворотна міграція на «стару Землю». Повернення призводить до поділу людства на дві групи. Шлюбні союзи між представниками різних груп засуджуються в цілях запобігання зараженню переселенців СНІДом, але залишаються теоретично можливими в разі успішного проходження жителями «старої Землі» аналізу крові. Ті, у кого виявлено СНІД, а також ті, з ким вони вступали в сексуальні стосунки, піддаються жорстокому остракізму.
Як і в інших творах Ое початку 1990-х («Тихе життя» та «Палаюче зелене дерево»), оповідання в романі ведеться від імені жінки. У «Вежах зцілення» таким персонажем є дівчина, чия сім'я в результаті масового переселення на «нову Землю» виявляється, як і все людство, розділеної на прихильників і противників міграції, а після повернення мігрантів з космосу — на «нових» і «старих» людей. Сама героїня під час десятирічного переселення залишалася на Землі. Після повернення мільйонів людей на Землю, вона знайомиться з одним з них — молодою хлобця, за якого хотіла б вийти заміж, що, проте, вимагає обов'язкового проходження перевірки на СНІД з усіма наслідками, які загрожують їй в разі виявлення інфекції. Дівчина підозрює у себе СНІД, так як неодноразово піддавалася зґвалтуванню, коли перебувала в полоні у європейської терористичної організації, яка полонила її. Незважаючи на ризик, героїня здає кров на СНІД і дізнається про те, що здорова й відповідно може спілкуватися зі своїм майбутнім чоловіком. Від нього вона дізнається, що членами екіпажу космічного корабля «Star Ship», на якому перевозилися люди на «нову Землю», на цій планеті були виявлені схожі на вежі будівлі, названі ними вежами зцілення. Таку назву вони отримали за те, що кожен, хто увійшов в них та ліг в труноподібні ліжка, зцілявся від наслідків радіоактивного опромінення та інших хвороб. Окрім цього, кожна з веж виявилася древом життя. Слухаючи цю розповідь, героїня зцілюється від душевних ран, які терзають її, та наповнюється почуттям надії.

## Інтерпретація
Незважаючи на те, що роман «Вежі зцілення» став першою роботою Ое, написаною ним у жанрі наукової фантастики, він містить всі основні елементи класичних творів письменника: втеча від реальності, екзистенціальний тупик, прорив і наступне за ним набуття надії, яка дає можливість поставити «Вежі зцілення» в один ряд з його більш раннім романом-трагедією «Оповили мене води до душі моєї». Залишаючись вірним самому собі, в «Вежах зцілення» Ое знову звертається до тем соціально-політичної кризи, свободи і людського щастя.